# Número de Weissenberg
El número de Weissenberg ({\displaystyle \mathrm {Wi} }) es un número adimensional definido por el cociente entre el tiempo de relajación del fluido y el tiempo específico de un proceso, es utilizado en el estudio de flujos viscoelásticos. Por ejemplo, en presencia de un esfuerzo cortante constante, el número de Weissenberg se define como el producto de la velocidad de aplicación del esfuerzo por el tiempo de relajación.

## Etimología
El número de Weissenberg se llama así en honor a Karl Weissenberg.

## Simbología
| Símbolo                          | Nombre                | Unidad |
| -------------------------------- | --------------------- | ------ |
| {\displaystyle \mathrm {Wi} }    | Número de Weissenberg |        |
| {\displaystyle {\dot {\gamma }}} | Tasa de cortante      | s-1    |
| {\displaystyle \lambda }         | Tiempo de relajación  | s      |

## Descripción
:El número de Weissenberg se define como:
{\displaystyle \mathrm {Wi} ={\dot {\gamma }}\ \lambda }
Aunque es similar al número de Deborah y habitualmente es confundido con este en la literatura técnica, los dos números tienen interpretaciones físicas diferentes. El número de Weissenberg indica el grado de anisotropía u orientación generado por la deformación, y es apropiado para describir flujos con elongación constante, por ejemplo un flujo sometido a esfuerzo cortante simple. En cambio, el número de Deborah debe ser utilizado para describir flujos con elongación no constante, y físicamente representa la velocidad a la que la energía elástica es almacenada o expulsada del fluido.
- Datos: Q1753014